# Age Of Mythology: Retold
Age of Mythology: Retold é um jogo eletrônico de ação-aventura em produção pela World's Edge Studio e publicado pela Xbox Game Studios, foi lançado para Microsoft Windows e Xbox Series X/S.
Anunciado em 25 de outubro de 2022 durante a transmissão comemorando os 25 anos da série Age of Empires, a nova versão do clássico jogo de estratégia está recheada de mistérios. No pequeno trailer divulgado pela empresa, ela mostra o interior de um templo antigo, planícies devastadas pela guerra e uma construção egípcia situada em meio ao deserto, uma data de lançamento não foi anunciada. Também estará disponível via Xbox Game Pass.
Entre as novidades, o jogo terá gráficos revitalizados para os padrões modernos e "gameplay atualizado", dando a entender que podemos esperar novas mecânicas ou melhorias nos sistemas do título original.